# Cipriano Damiano González
Cipriano Damiano González (Comares, província de Màlaga, 22 de setembre de 1916 – Sabadell, 17 d'abril de 1986) fou un dirigent anarcosindicalista andalús, editor de publicacions polítiques, i publicista. Va ser conegut per les seves múltiples i espectaculars fugides de la presó i per la seva capacitat per caracteritzar-se i adoptar noves identitats amb les quals viure en clandestinitat motiu pel qual va rebre el nom de "l'home de les mil cares".

## Biografia
El seu pare, Federico Damiano i Silva, capatàs de línies d'Obres Públiques, va ser destinat a la província Málaga on va conèixer a la que seria la seva mare, Consuelo González Fernández. En 1922 el seu pare va morir a causa d'un càncer d'estómag. Degut a la difícil situació econòmica derivada de la malaltia, la seva mare es va veure forçada a traslladar-se a la ciutat de Málaga, on Cipriano va ser ingressat juntament amb el seu germà menor a la Casa de la Misericordia durant dos anys. Quan encara era un nen va començar a treballar a Málaga venent llaminadures y diari, com a aprenent de sabater o com a mosso en la construcció per ajudar a la seva família; per aquest motiu la seva formació es va desenvolupar al món laboral i a través de la lectura autodidacta.
El 1931, amb només 14 anys, es va afiliar a la Confederació Nacional del Treball (CNT) després de conèixer l'aixecament de Jaca del desembre de 1930 I l'afusellament dels capitans Galán I García Hernández, que el van afectar molt. El 16 de maig de 1931 va patir la primera de les moltes detencions que va patir al llarg de la seva vida; fins al 1937 ja portava tres anys de presó i en va sumar un total de vint-i-dos al llarg de la seva vida: va ser detingut 10 vegades i va passar per 4 batallons de treball i camps de concentració, va arribar a entrar 12 vegades a presó (tres de les quals durant la República) aconseguint fugir en 9 ocasions, una d'elles de la Prefectura de la Policia de Barcelona a Via Laietana.
Va ser un dels fundadors de les Joventuts Llibertaries de Màlaga, de la Federació Local de la qual va ser secretari per més tard exercir el mateix càrrec a la Federació Provincial alternant el càrrec amb el de secretari del Sindicat Únic de la Alimentació de la CNT.
El 1935 va militar al grup d'afinitat malagueny “Los Amantes de la Luz” juntament amb Laya, Antonillo, El Chófer, Roa, Juan Santana Calero y Antonio El Carbonero. En 1936 va fundar el setmanari anarquista malagueny Faro (1936-1937) i va col·laborar en diversos diaris (Emancipación, de Almería, Fragua Social, Hombres Libres de Guadix, Orto i Umbral). Alternant així durant un temps la secretaría del Comitè Provincial de les Joventuts Llibertaries amb la tasca de relacions externes i administratives del Faro i amb visites esporàdiques al front, fins que Málaga va caure el 6 de febrer del 37 i va haver de fugir cap al nord. Va recórrer a peu els 223 kilòmetres que separen Málaga d'Almería i allà es va retrobar amb Isabel Vázquez Ríos qui va ser la seva esposa i mare del seu únic fill, Cipriano Damiano Jr. Amb ella va viatjar fins a València on li van donar un càrrec a la secció de Propaganda del Comitè Regional de Joventuts de Llevant que va mantenir fins que al més de maig el van nombrar secretari general en un congrés de les joventuts llibertaries de la regió andalusa. Un cop va retornar a Andalusia, es va incorporar a la brigada de Maroto on juntament amb Santana Calero i Antonio Moraes Guzmán van decidir fundar la revista Nervio per formar als soldats i dotar a la brigada d'un òrgan d'expressió. Després de la derrota va poder arribar fins al port d'Alacant, però va ser detingut i va passar pels camps de concentració de Els Ametllers i Albatera, per la presó de Porta Coeli de València i pel castell lleidatà de Gardeny, on es va incorporar al Batalló de Treball número 26 amb el que va recórrer Ivars d'Ugell, Tudela de Duero i Valladolid, des d'on va aconseguir arribar a Màlaga i entrar a Gibraltar.
La seva popularitat arrenca de les seves activitats clandestines: emparat en una identitat falsa, va aconseguir un càrrec burocràtic en la Comissió Tècnica de Fortificació de la Costa Sur, que actua en el sector que va d'Algesires, per Tarifa, Barbate, Cadis i Jerez, a Sevilla i va servir d'enllaç amb José Piñero, en els seus contactes amb el Comitè Nacional i Gibraltar, i al que va facilitar documentació i vehicles. De la mateixa manera, va oferir suport a la guerrilla fins que va ser localitzat, quan servia a la Comandància Militar d'Obres de Cadis, va fuigir nedant de platja en platja al llarg de la costa de l'Estret de Gibraltar. Després de mesos de viatge, va arribar a Barcelona i es va incorporar al Comitè Nacional de Miguel Vallejo, del que en va ser designat vicesecretari el 1949 i accedeix al càrrec de secretari quan Vallejo va fugir el 1951, any en què també va tenir un paper important en la vaga de tramvies de Barcelona que va ser una de les primeres manifestacions massives contra el franquisme. Va mantenir el càrrec de secretari general fins a la seva detenció el 6 de juny de 1953 a Madrid. Va ser condemnat a 15 anys en consell de guerra celebrat a Madrid el 5 de febrer de 1954, pena que va complir a Carabanchel i Guadalajara, i durant la que va aprofitar per estudiar batxillerat. Va sortir en llibertat el febrer de 1959 al cap de 6 anys, fa contacte amb la militància madrilenya i es va traslladar a Barcelona, on va treballar en una empresa de publicitat, de la qual va arribar a ser cap de mitjans i pressupostos. A Barcelona es va relacionar amb nombrosos militants catalans i amb alguns d'aquests va fundar el grup “Renacer”, sempre treballant en la reorganització de la molt dèbil CNT, primer a Catalunya i després a Llevant i Andalusia, això el va portar a ser detingut en dues ocasions. Fruit d'aquest esforç organitzatiu va sorgir el comitè Nacional de Francisco Calle Mansilla i quan aquest Comitè va caure, Cipriano va passar a encapçalar el Comitè Nacional d'abril de 1964 a 27 d'abril de 1965, després d'una reunió al consulat americà va ser detingut una altra vegada i traslladat a la Prefectura de la Policia de Barcelona d'on va aconseguir escapar per Via Laietana d'una manera espectacular, i va fugir a França on va passar uns anys en rebel·lia.
Va tornar de França amb la identitat falsa d'Antonio González González, i es va traslladar a Madrid on es va oposar al moviment del Cincpuntisme, tot i que prèviament havia donat suport a l'ASO i mantingut nombrosos contactes internacionals, entre ells el sindicat suec SAC i el conegut anarcosindicalista alemany Helmut Rüdiger. La seva estada a Madrid culmina amb una nova detenció, el primer d'abril de 1970 per la qual va romandre 5 anys a la presó i no va aconseguir la seva llibertat definitiva fins al març de 1975.
Un cop fora de la presó i instal·lat a Barcelona, va treballar per la revista Interviú i va col·laborar a Actual, El Correo Catalán, Diario de Barcelona, Mundo, Sindicalismo, entre altres publicacions. Va intervenir a les Jornades Llibertaries de Barcelona (juliol de 1977) i es va inhibir de la militància orgànica després dels conflictes del Congrés de la Casa de Camp. Després va col·laborar amb el Centre de Documentació Històtrico-Social (CDHS) de Barcelona, va escriure a La Hora de Mañana i Polémicos, i va dirigir durant un temps Solidaritad Obrera. Ha utilitzat diversos pseudònims (Segundo Canillo, El Niño, Cigadón, Devenir, Paco, León, Antonio González, Yayo) i 12 personalitats suposades pel que va ser conegut com “l'home de les mil cares” per la seva facilitat per caracteritzar-se i passar a la clandestinitat.
Cipriano Damiano va morir el 17 d'abril de 1986 a Sabadell.

## Obres
- És autor, amb la col·laboració de Carlos E. Bayo Falcón, de La resistencia libertaria. La lucha anarcosindicalista bajo el franquismo (1939-1970) (1978).[5][6]